# Чепыш
Чепыш — река в России, протекает по Ханты-Мансийскому АО. Устье реки находится в 9 км по правому берегу реки Мордъёга. Длина реки составляет 69 км, площадь водосборного бассейна 568 км².
В 58 км от устья, по правому берегу реки впадает река Вершинная

## Данные водного реестра
По данным государственного водного реестра России относится к Иртышскому бассейновому округу, водохозяйственный участок реки — Конда, речной подбассейн реки — Конда. Речной бассейн реки — Иртыш.
Код объекта в государственном водном реестре — 14010600112115300017983.